# Richie Ryan (Politiker)
Richard „Richie“ Ryan (irisch: Risteárd Ó Riain) (* 27. Februar 1929 in Dublin; † 17. März 2019) war ein Politiker der Fine Gael und Minister.

## Leben
Ryan ging auf die Synge Street CBS University in Dublin (UCD) und studierte dort Wirtschaft und Rechtsprechung. Nach dem Studium der Rechtswissenschaften war Ryan als Rechtsanwalt tätig. Anschließend verließ er die Incorporated Law School of Ireland als Rechtsanwalt. Nach seiner Ausbildung arbeitete Ryan für eine Reihe von Anwaltskanzleien, bevor er eine Privatpraxis in Dublin gründete, in der er bis zu seiner Ernennung zum Minister im Jahr 1973 als aktiver Partner blieb.
Ryan war der Vater des Ökonomen Cillian Ryan.

## Karriere
Er begann seine politische Laufbahn 1959 mit der Wahl zum Abgeordneten des Unterhauses (Dáil Éireann). Dort vertrat er bis Februar 1982 die Interessen der Fine Gael in Wahlkreisen im Süden von Dublin. Ryan wurde am 14. März 1973 von Taoiseach Liam Cosgrave als Finanzminister in die erste Regierung der Fine Gael seit 1957 berufen. Vom 1. November 1973 an war er zugleich erster irischer Minister für den öffentlichen Dienst. Nach der Wahlniederlage der Fine Gael schied er am 5. Juli 1977 aus dem Kabinett aus.
Bei den Unterhauswahlen im Februar 1982 verzichtete er auf eine erneute Kandidatur, um sich ganz auf seinen Sitz im Europäischen Parlament, dem er seit Januar 1973 angehörte, zu konzentrieren. Im Mai 1986 legte er sein dortiges Mandat nieder und Chris O’Malley rückte für ihn in das Europäische Parlament nach.